# Genoplesium calopterum
Genoplesium calopterum là một loài thực vật có hoa trong họ Lan. Loài này được (Rchb.f.) D.L.Jones & M.A.Clem. mô tả khoa học đầu tiên năm 1989.